# Penicillaria (bướm đêm)
Penicillaria là một chi bướm đêm thuộc họ Noctuidae.

## Loài
- Penicillaria dorsipuncta Hampson, 1912
- Penicillaria jocosatrix Guenée, 1852
- Penicillaria nugatrix Guenée, 1852
- Penicillaria plusioides Walker, 1862
- Penicillaria pratti Bethune-Baker, 1906

## Hình ảnh

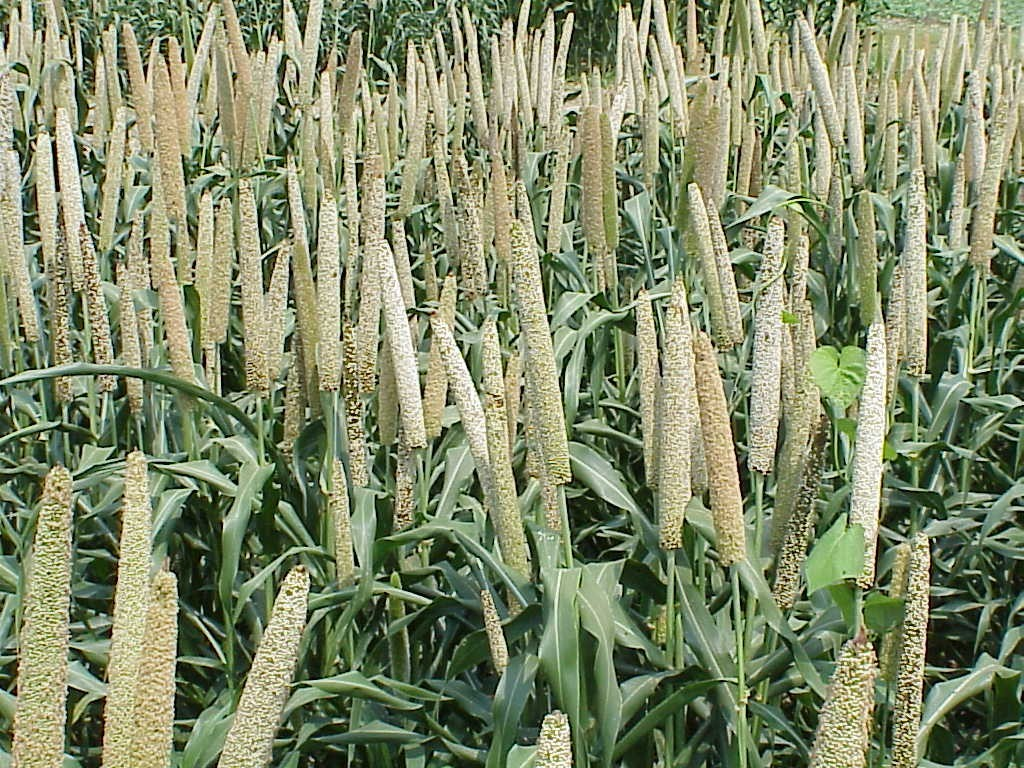